# Bill Self
Bill Self, (nacido el 27 de diciembre de 1962 en Okmulgee, Oklahoma) es un entrenador de baloncesto estadounidense que ejerce en la NCAA.

## Trayectoria
- Universidad de Kansas (1985–1986), (asistente)
- Universidad de Oklahoma State (1986–1993), (asistente)
- Universidad de Oral Roberts (1993–1997)
- Universidad de Tulsa (1997–2000)
- Universidad de Illinois (2000–2003)
- Universidad de Kansas (2003–presente)